# Filiz Hiusmenova
Filiz Hakăeva Hiusmenova, în bulgară Филиз Хакъева Хюсменова, (n. 10 iunie 1966, Silistra) este un om politic bulgar, membră a Parlamentului European din partea Bulgariei din 2007 până în prezent.
La alegerile pentru Parlamentul European din 2014 a obținut un nou mandat, al treilea consecutiv.